# Solo me faltabas tú
Solo me faltabas tú è il ventiseiesimo album in studio della cantante e attrice messicana Lucero, pubblicato nel 2019.

## Tracce
CD+DVD
1. Me deshice de tu amor (Sierreña version) – 3:00
2. No me dejes ir – 3:03
3. A través del vaso (feat. Banda Los Sebastianes) – 3:22
4. Quisiera ser – 3:20
5. Yo te necesito aquí – 3:36
6. Solo me faltabas tú (feat. Banda Los Recoditos) – 2:49
7. Lo siento, mi amor – 2:45
8. Mírame – 3:05
9. El peor de mis fracasos – 3:19
10. Que te perdone Dios – 3:11
11. Me deshice de tu amor – 3:00
12. No me dejes ir – 3:03
13. A través del vaso (feat. Banda Los Sebastianes) – 3:22
14. Quisiera ser – 3:20
15. Yo te necesito aquí – 3:36
16. Solo me faltabas tú (feat. Banda Los Recoditos) – 2:49
17. Lo siento, mi amor – 2:45
18. Mírame – 3:05
19. El peor de mis fracasos – 3:19
20. Que te perdone Dios – 3:11
21. Me deshice de tu amor (Music video) – 3:00
22. A través del vaso (Music video) – 3:22
23. Siempre te necesito (Music video) – 3:13
24. Solo me faltabas tú (Music video) – 3:09
25. Brasileira (Live) – 2:59
26. Me deshice de tu amor (Live) – 3:00
27. A través del vaso (Live) – 3:20
28. Siempre te necesito (Live) – 3:17
29. Solo me faltabas tú (Live) – 3:29
30. Brasileira – 3:00